# サム・プレンダーガスト
サム・プレンダーガスト（Sam Prendergast、2003年2月12日 - ）は、ユナイテッド・ラグビー・チャンピオンシップのレンスター・ラグビーに所属している、アイルランド出身のラグビーユニオン選手である。

## 経歴
アイルランドのキルデア県にあるニューブリッジ・カレッジ出身。
キル・ダラRFC、ニューブリッジRFC、ランズダウンFCのユースチームでプレーし、2022年にレンスター・ラグビーのアカデミーに入団した。 
2022年7月、U20アイルランド代表として、U20イングランド代表に勝利。終盤に長距離ペナルティキックを決めた。
2023年2月、 U20シックス・ネイションズ・チャンピオンシップのU20フランス代表戦でも、ペナルティキックを決め勝利した。
2023年4月15日、ユナイテッド・ラグビー・チャンピオンシップのライオンズ戦で、公式戦デビュー。ペナルティキックを含む7回中6回のキックを成功させ、最優秀選手に選ばれた。
2023年6月から開催のワールドラグビーU20チャンピオンシップに、U20アイルランド代表として出場。
2024年10月、若手による準代表「エマージング・アイルランド」に選ばれ、南アフリカ共和国での大会「2024トヨタ・チャレンジ」で先発出場した。
2024年12月8日、ヨーロピアンラグビーチャンピオンズカップ2024-25シーズン開幕戦で、ブリストル・ベアーズを相手に2トライと5コンバージョンを記録した。
2024年11月15日、アイルランド代表としてアルゼンチン戦の後半に途中交代で代表デビューを果たした。11月23日のフィジー戦では、先発で出場し、兄のキアン・プレンダーガストと一緒にプレーする機会を得た。
2025年2月1日、2025年シックス・ネイションズ・チャンピオンシップ開幕戦でペナルティキックを成功させ、大会デビューを果たした。